# Лофа
Лофа (англ. Lofa County) — одне з графств Ліберії. Адміністративний центр — місто Воїнджама.

## Географія
Розташоване в північно-західній частині країни. Межує з Гвінеєю (на півночі і сході), Сьєрра-Леоне (на заході), а також з графствами Гбарполу (на півдні) і Бонг (на південному сході). Площа становить 9 978 км².

## Населення
Населення за даними перепису 2008 року — 270 114. Щільність населення — 27,07 чол./км². 
Динаміка чисельності населення графства по роках:
| 1984    | 1986    | 2008    | 2013    |
| ------- | ------- | ------- | ------- |
| 199 242 | 261 000 | 270 114 | 279 349 |

## Адміністративний поділ
Графство ділиться на 6 дистриктів (населення - 2008 рік):
- Фоія (англ. Foya District) (71 364 осіб)
- Прінс-Дорборян (англ. Prince Dorboryan District) (59 057 осіб)
- Салаеа (англ. Salayea District) (22 968 осіб)
- Вахун (англ. Vahun District) (16 876 осіб)
- Воїнджама англ. Voinjama District) (40 730 осіб)
- Зорзор (англ. Zorzor District) (40 352 осіб)